# 국민의회 (나이지리아)
나이지리아 국민의회(영어: National Assembly)는 나이지리아 헌법 제4조에 따라 설립된 양원제 의회이다. 109명의 상원의원과 360명의 하원의원으로 구성되어 있다. 미국 의회를 본떠 만들어진 이 기구는 상원에서 규모와 상관없이 36개 주마다 3명의 상원의원과 FCT를 대표하는 1명의 상원의원과 하원에서 다수결로 동등한 대표성을 보장하도록 되어 있다. 국회는 나이지리아 정부의 다른 기관들과 마찬가지로 연방 수도 지구의 아부자에 본부를 두고 있다.

## 대표직
상원은 나이지리아 상원 의장에 의해 의장직을 맡고 있으며, 첫 번째 대통령은 은남디 아지키웨이다. 하원은 하원의장이 의장을 맡고 있다. 의회의 어떤 합동 회의에서도, 상원 의장이 주재하고, 하원 의장이 부재중일 때에는 의장이 주재한다.

## 기능
의회는 광범위한 감독 기능을 가지고 있으며, 법안과 정부 관료들의 행동을 면밀히 조사하기 위해 의원들로 구성된 위원회를 설립할 권한을 가지고 있다. 1999년 민주정치가 복원된 이후 국회는 여러 상원 대통령의 선출과 해임, 비리 의혹, 민간위원 법안 처리의 지지부진, 수많은 이해관계를 충족시키기 위한 비효율적인 위원회 설립 등을 목격한 '학습 과정'이라는 평가를 받아왔다.
당시 집권당이었던 인민민주당의 3분의 2 이상의 다수당 장악에도 불구하고 굿럭 조너선이 이끄는 PDP 정부와 의회는 협력보다는 의견 불일치로 더 많이 알려져 왔다. 조너선은 정책 시행이 느리다는 비난을 받아왔다. 2007년 이전부터 있었던 많은 법안들이 여전히 대통령의 승인을 기다리고 있다. 의회는 행정부에 대항하여 권위와 독립을 주장하기 위해 강하고 종종 대중적인 노력을 기울였지만, 여전히 언론과 많은 나이지리아 사람들에 의해 일반적으로 부정적인 시각으로 보고 있다. 국회는 기껏해야 4년 동안 개회되며, 그 후 대통령은 이를 해산하고 새 국회를 소집해야 한다.
상원은 연방 감사장과 선거 및 세입 위원회 구성원을 포함한 행정부의 판사와 다른 고위 관리들을 탄핵할 수 있는 독특한 권한을 가지고 있다. 그러나 이 권력은 대통령의 사전 요청이 있어야 한다. 상원은 또한 대통령의 고위 외교관, 연방 내각 구성원, 연방 사법 임명, 독립 연방 위원회의 지명을 승인한다.
어떤 법안이 법으로 제정되기 전에, 상원과 하원에서 모두 동의해야 하며, 대통령의 동의를 받아야 한다. 대통령이 법안을 연기하거나 거부하면 국회는 양원의 3분의 2를 통과시켜 거부권을 무효화할 수 있으며 대통령의 동의는 필요하지 않다. 현 국회는 그들이 동의하지 않을 경우 행정부를 압도할 준비가 되어 있다는 것을 숨기지 않았다.

## 지원
국립 입법 연구소(NILS)는 국회법에 의해 설립된 국회 기관이다. 2011년 3월 2일, 굿럭 조너선 전 대통령은 상원과 하원에 의한 2011년 법률안 통과에 따라 2011년 법률안에 서명했다. NILS는 2003년 아프리카 역량강화재단(ACBF)의 재정 지원을 받아 국회의 역량강화 기관으로 설립된 정책분석 및 연구 프로젝트(PARP)의 성공을 기반으로 한다. NILS는 민주적 거버넌스 및 입법 관행과 절차에 대한 질 높은 학술적 및 전문적 연구, 정책 분석, 교육, 문서화 및 옹호 활동을 제공하는 것을 핵심 목표로 삼고 있다. NILS의 기능은 미국 의회조사국, 미국 의회예산처, 미국 의회도서관이 미국 의회에 제공하는 서비스와 유사하다. 이 연구소는 법 개정에 따라 국립 입법 민주 연구소로 이름이 바뀌었다.

## 사진

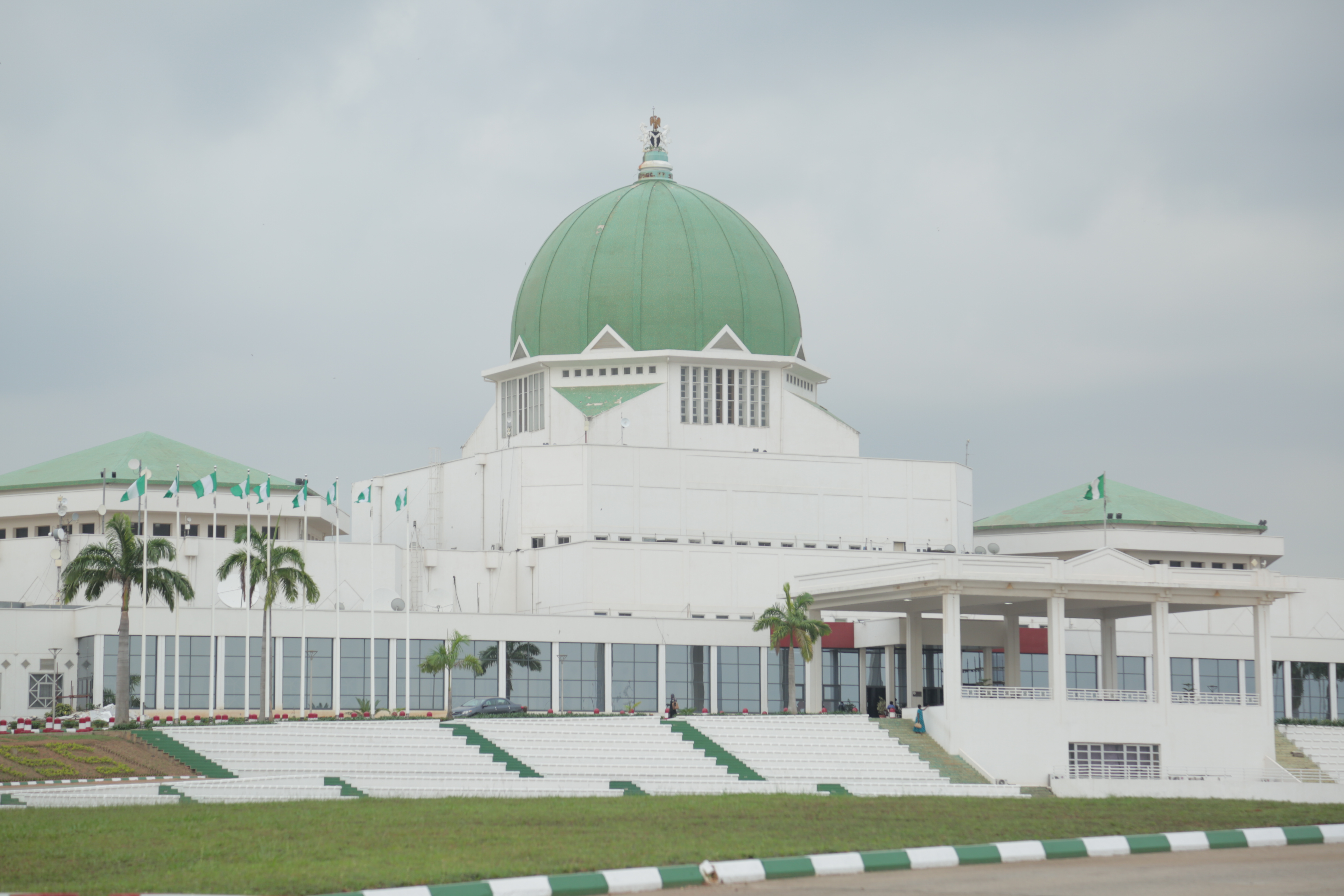
나이지리아의 국회의사당
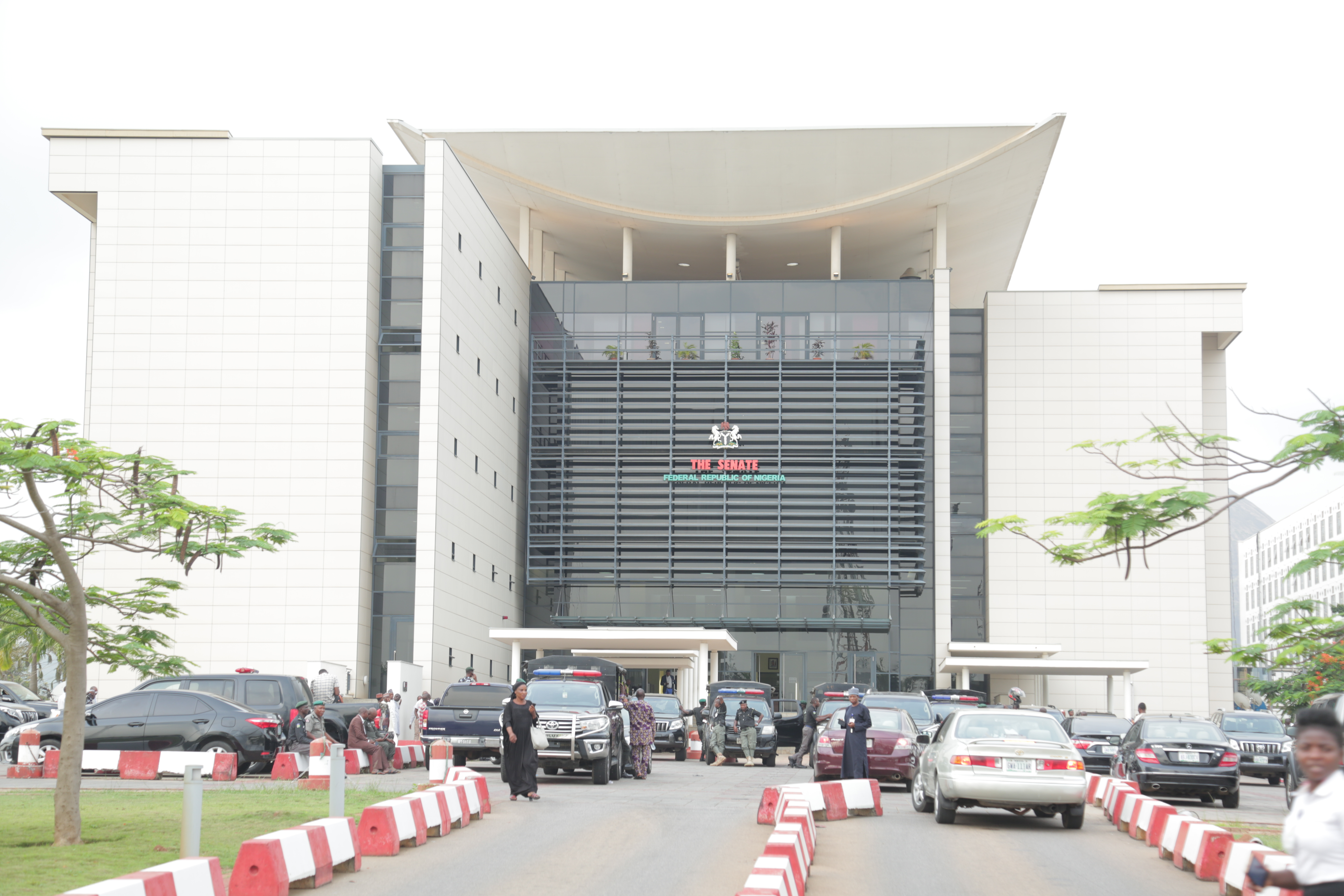
나이지리아 상원 건물 (레드 체임버)
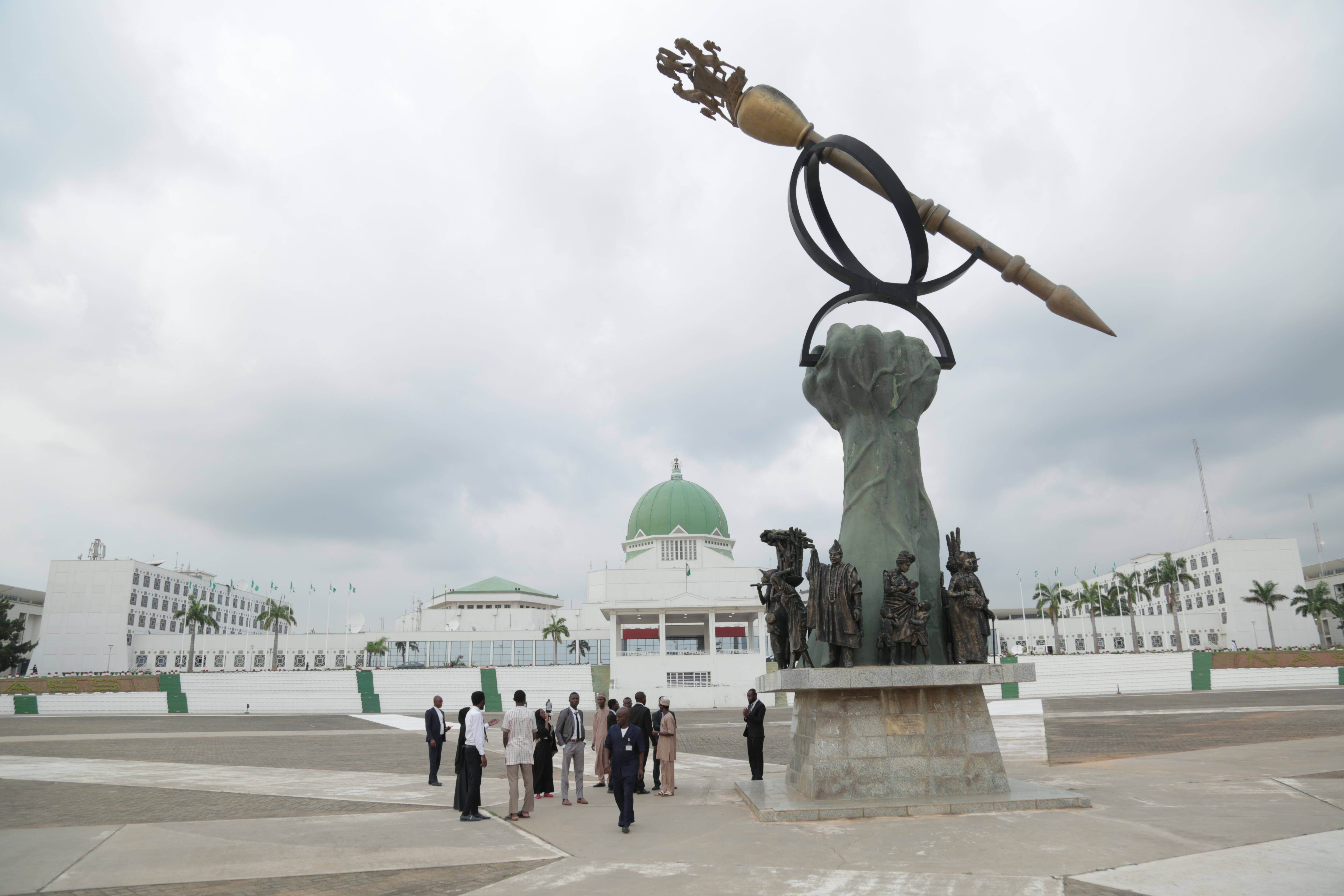
메이스가 있는 나이지리아의 국회의사당
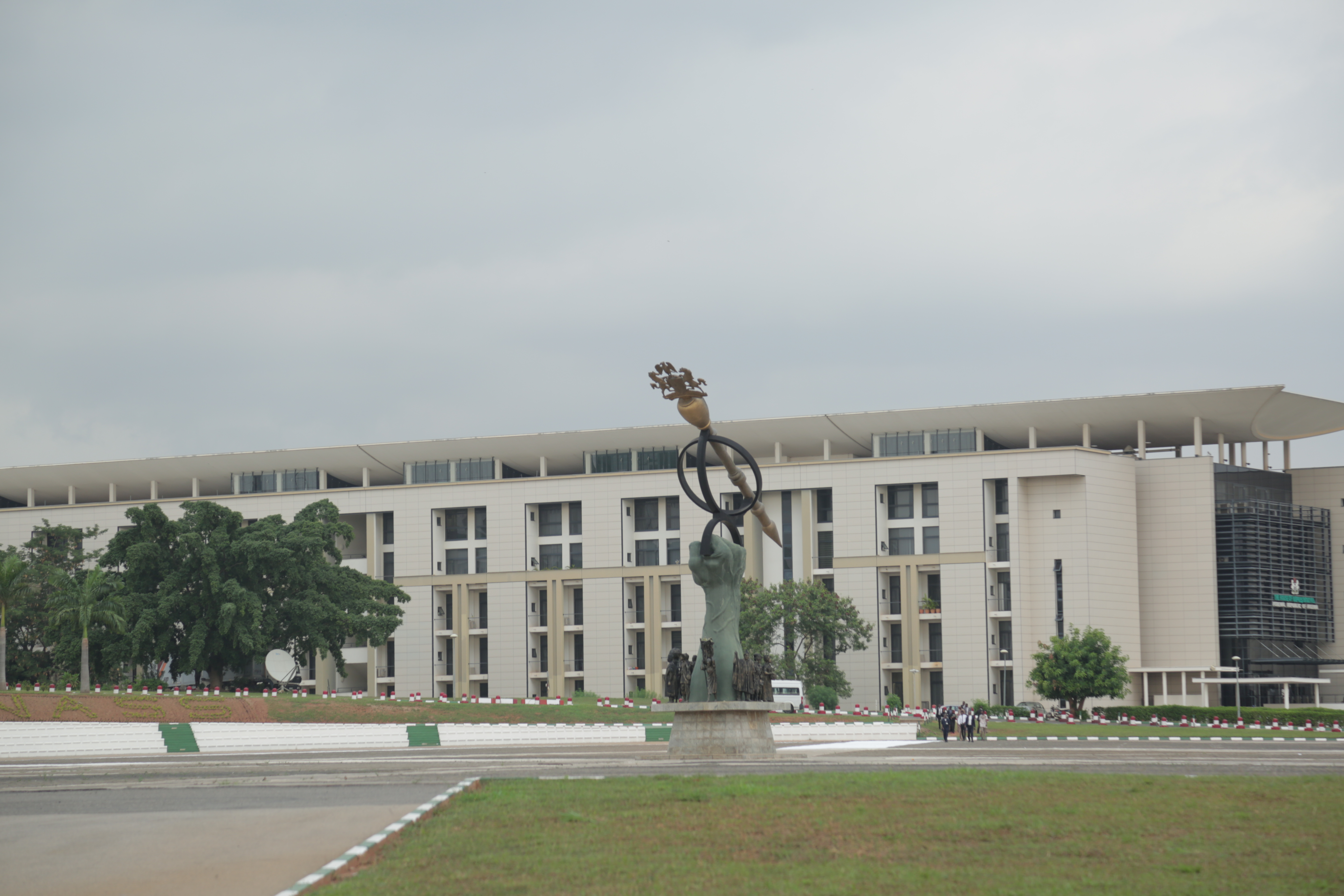
국회의사당